# Guadalupe, Xichú
Guadalupe är en ort i Mexiko.   Den ligger i kommunen Xichú och delstaten Guanajuato, i den centrala delen av landet, 240 km norr om huvudstaden Mexico City. Guadalupe ligger 1 732 meter över havet och antalet invånare är 216.
Terrängen runt Guadalupe är kuperad åt nordväst, men åt sydost är den bergig. Runt Guadalupe är det glesbefolkat, med 11 invånare per kvadratkilometer. Närmaste större samhälle är Xichú, 12,1 km söder om Guadalupe. I omgivningarna runt Guadalupe växer huvudsakligen savannskog.